# Французьке Сомалі

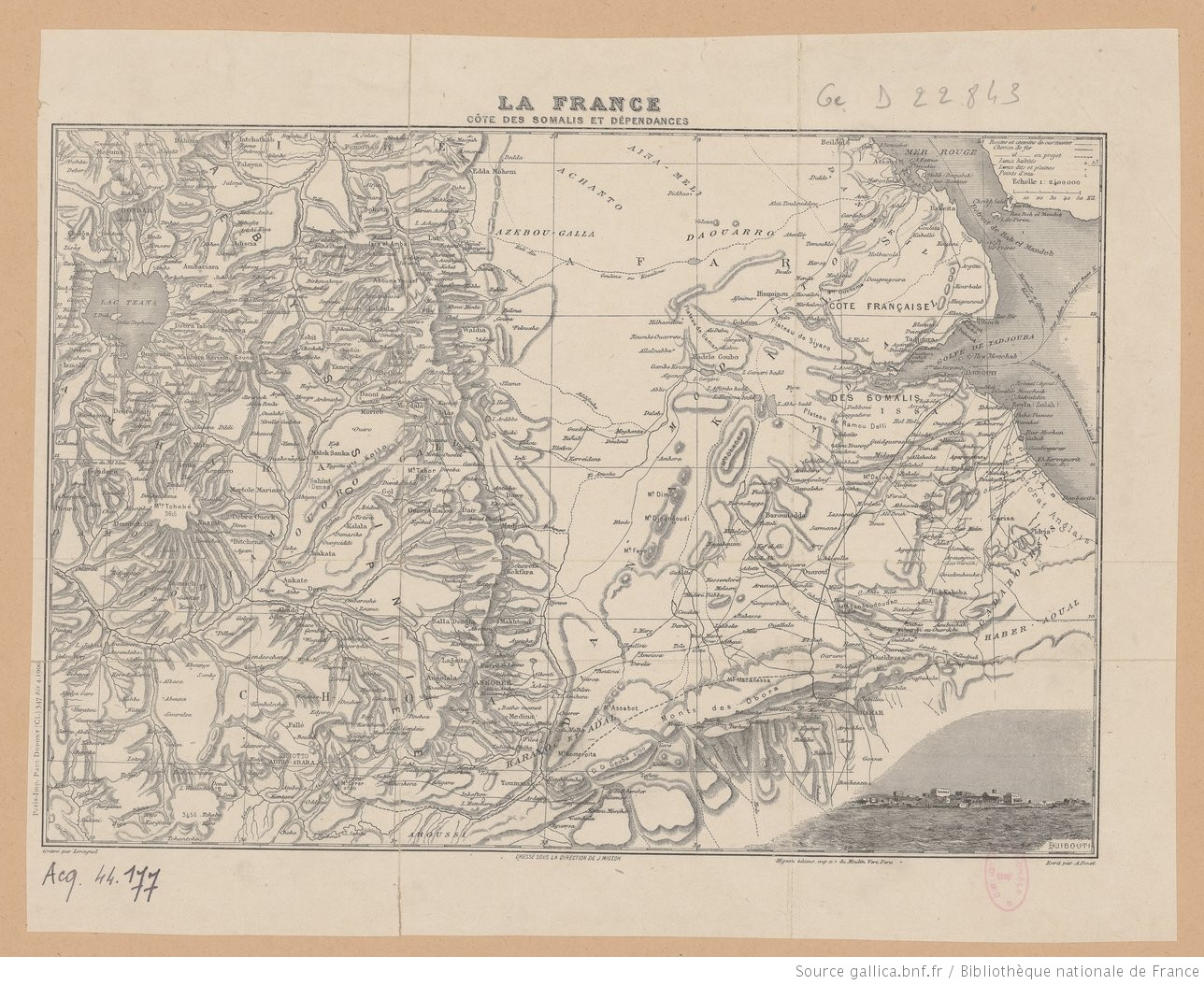
Узбережжя Сомалі та залежні території

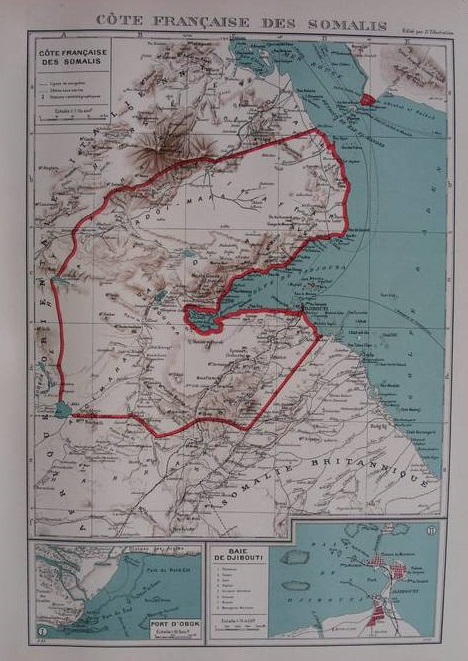
Мапа, що показує нові кордони Французького Сомалі після

Французьке Сомалі (фр. Côte française des Somalis, дос. «Французький берег Сомалі»; сом. Xeebta Soomaaliyeed ee Faransiiska) — колишня французька колонія в районі Африканського Рогу.
Французьке Сомалі стала колонією Франції у 1896 . У тому ж році адміністративний центр колонії був перенесений з Обок в місто Джибуті, який мав ліпші умови для розвитку морського порту.
Незабаром після створення колонії почалося будівництво залізниці в Ефіопію. Вона пов'язала місто Джибуті з внутрішніми районами і служила для перевезення вантажів. У 1901 році, розпочаті регулярні перевезення Джибуті- Дире-Дауа. У 1917, залізниця досягла Аддис-Абеби.
У 1946 Французький Сомаліленд отримав статус заморської території. 
28 вересня 1958 , у Французькому Сомалі було проведено референдум, який повинен був визначити майбутнє країни та її відносин з Францією, побудови Французького Співтовариства. Результатом референдуму було залишення статусу заморської території Франції.
У серпні 1966 року, відбулися заворушення, причиною була різні погляди двох основних народів, що проживають в країні, на майбутнє. Ісса бажали приєднати країну до незалежної Сомалі , в той час афара були проти нього. 19 березня 1967, було проведено новий референдум, в якому більшість виборців висловилися за збереження статус заморської території Франції, але з розширенням автономії. Так як французька влада протидіяла приєднанню до Сомалі, ісса відчули маніпулювати референдуму і почали антифранцузькі демонстрації .
12 травня 1967 , Нова Асамблея Французького Сомалі вирішила змінити назву країни, яка повинна була відтепер називатися Французька територія афарів та ісса.